# IC 310
IC 310 — галактика типу S0 (спіральна галактика) у сузір'ї Персей.
Цей об'єкт міститься в оригінальній редакції індексного каталогу.